# 100 film italiani da salvare
La lista 100 film italiani da salvare è nata nel 2008 con lo scopo di segnalare "100 pellicole che hanno cambiato la memoria collettiva del Paese tra il 1942 e il 1978". Il progetto è stato realizzato dalle Giornate degli Autori all'interno della Mostra del cinema di Venezia, con la collaborazione di Cinecittà Holding e il sostegno del Ministero dei Beni Culturali. 
L'elenco è stato curato da Fabio Ferzetti (critico cinematografico de Il Messaggero) con la collaborazione di Gianni Amelio, Gian Piero Brunetta, Giovanni De Luna, Gian Luca Farinelli, Giovanna Grignaffini, Paolo Mereghetti, Morando Morandini, Domenico Starnone e Sergio Toffetti.

## Lista completa

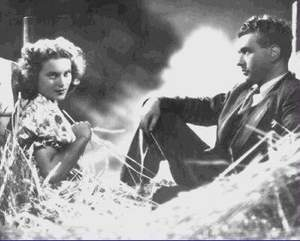
4 passi fra le nuvole

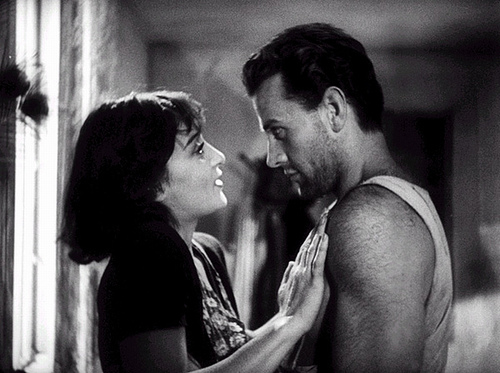
Ossessione

Roma città aperta

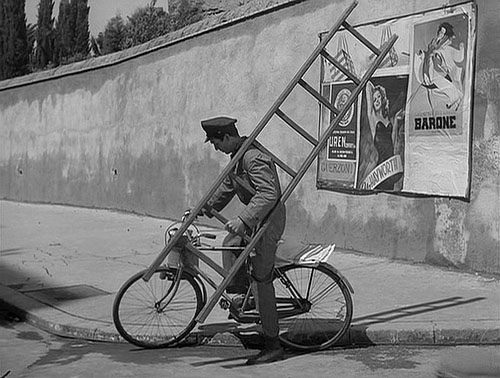
Ladri di biciclette

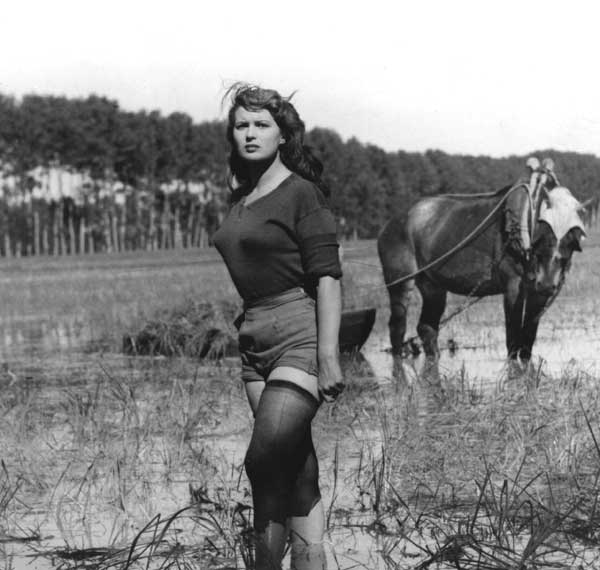
Riso amaro

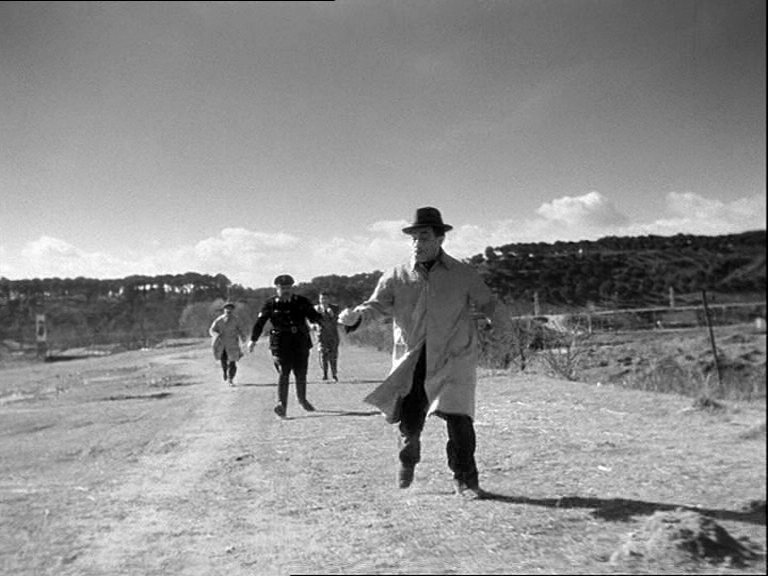
Guardie e ladri

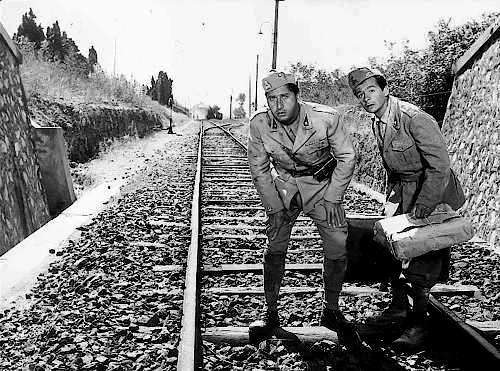
Tutti a casa

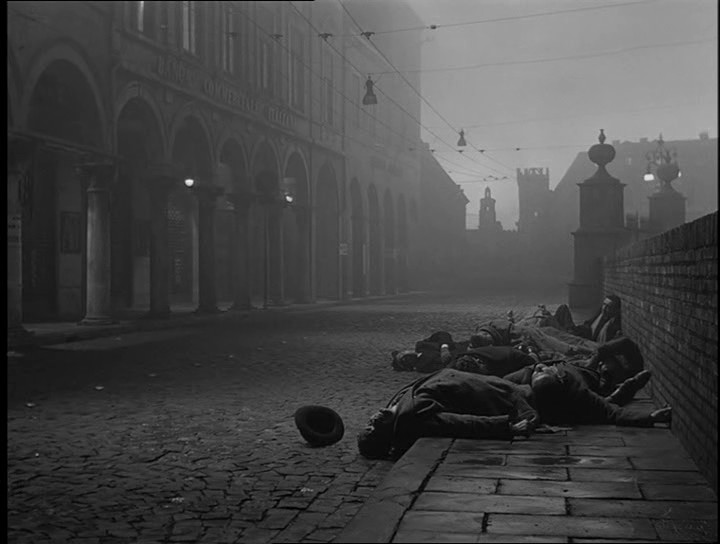
La lunga notte del '43

Rocco e i suoi fratelli

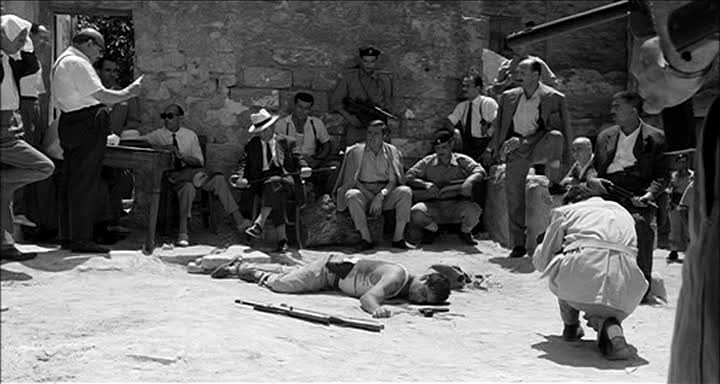
Salvatore Giuliano

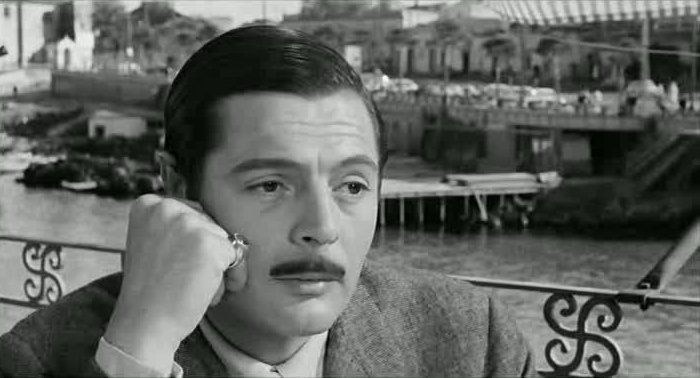
Divorzio all'italiana

Il sorpasso

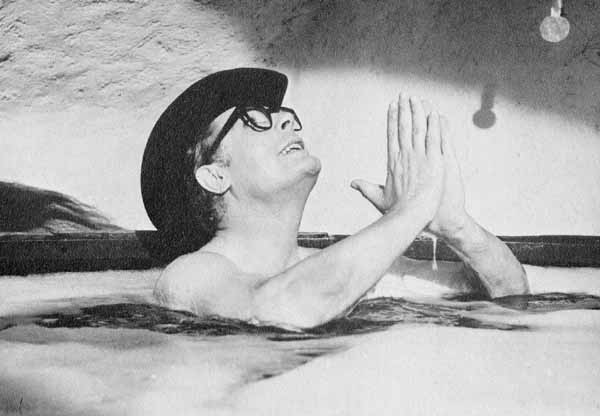
8½

Uccellacci e uccellini

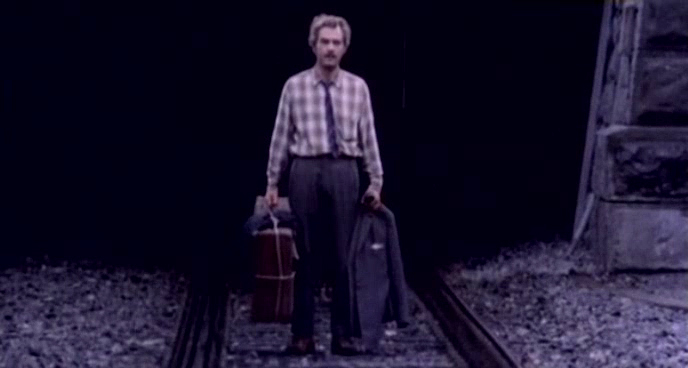
Pane e cioccolata

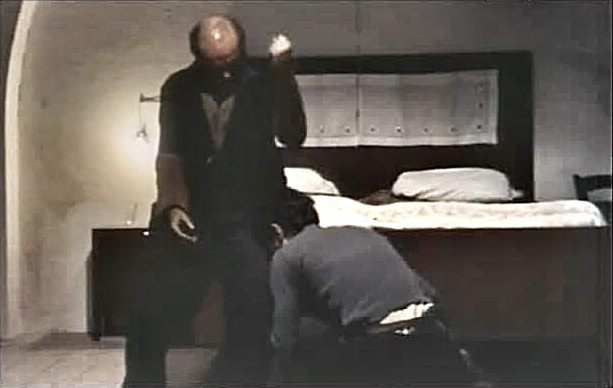
Padre padrone

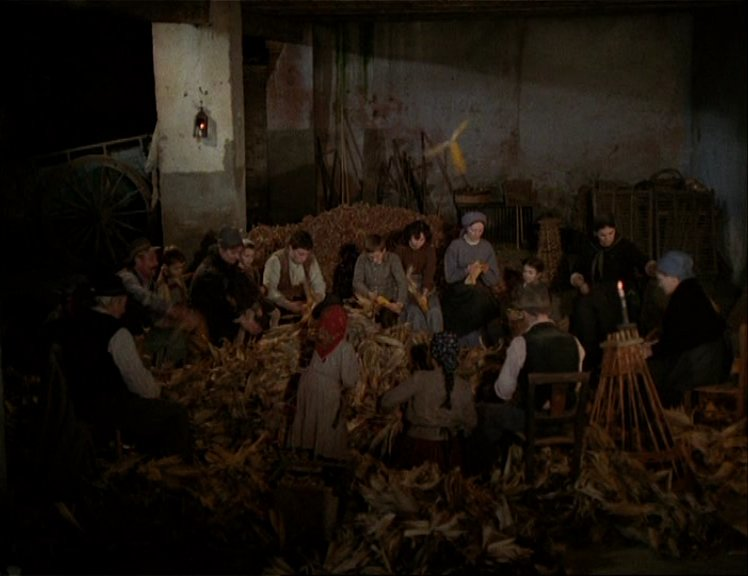
L'albero degli zoccoli

| N.  | Titolo                                                | Regista                             | Anno |
| --- | ----------------------------------------------------- | ----------------------------------- | ---- |
| 1   | 4 passi fra le nuvole                                 | Alessandro Blasetti                 | 1942 |
| 2   | Ossessione                                            | Luchino Visconti                    | 1943 |
| 3   | Roma città aperta                                     | Roberto Rossellini                  | 1945 |
| 4   | Sciuscià                                              | Vittorio De Sica                    | 1946 |
| 5   | Paisà                                                 | Roberto Rossellini                  | 1946 |
| 6   | L'onorevole Angelina                                  | Luigi Zampa                         | 1947 |
| 7   | La terra trema                                        | Luchino Visconti                    | 1948 |
| 8   | Ladri di biciclette                                   | Vittorio De Sica                    | 1948 |
| 9   | La città dolente                                      | Mario Bonnard                       | 1949 |
| 10  | Riso amaro                                            | Giuseppe De Santis                  | 1949 |
| 11  | Cielo sulla palude                                    | Augusto Genina                      | 1949 |
| 12  | Catene                                                | Raffaello Matarazzo                 | 1949 |
| 13  | Domenica d'agosto                                     | Luciano Emmer                       | 1950 |
| 14  | Stromboli (Terra di Dio)                              | Roberto Rossellini                  | 1950 |
| 15  | Prima comunione                                       | Alessandro Blasetti                 | 1950 |
| 16  | Cronaca di un amore                                   | Michelangelo Antonioni              | 1950 |
| 17  | Il cammino della speranza                             | Pietro Germi                        | 1950 |
| 18  | Luci del varietà                                      | Alberto Lattuada e Federico Fellini | 1950 |
| 19  | Miracolo a Milano                                     | Vittorio De Sica                    | 1951 |
| 20  | Guardie e ladri                                       | Mario Monicelli e Steno             | 1951 |
| 21  | La famiglia Passaguai                                 | Aldo Fabrizi                        | 1951 |
| 22  | Bellissima                                            | Luchino Visconti                    | 1951 |
| 23  | Umberto D.                                            | Vittorio De Sica                    | 1952 |
| 24  | Don Camillo                                           | Julien Duvivier                     | 1952 |
| 25  | Totò a colori                                         | Steno                               | 1952 |
| 26  | Due soldi di speranza                                 | Renato Castellani                   | 1952 |
| 27  | Lo sceicco bianco                                     | Federico Fellini                    | 1952 |
| 28  | Europa '51                                            | Roberto Rossellini                  | 1952 |
| 29  | La provinciale                                        | Mario Soldati                       | 1953 |
| 30  | Febbre di vivere                                      | Claudio Gora                        | 1953 |
| 31  | Napoletani a Milano                                   | Eduardo De Filippo                  | 1953 |
| 32  | Il sole negli occhi                                   | Antonio Pietrangeli                 | 1953 |
| 33  | I vitelloni                                           | Federico Fellini                    | 1953 |
| 34  | Pane, amore e fantasia                                | Luigi Comencini                     | 1953 |
| 35  | Carosello napoletano                                  | Ettore Giannini                     | 1954 |
| 36  | La spiaggia                                           | Alberto Lattuada                    | 1954 |
| 37  | La strada                                             | Federico Fellini                    | 1954 |
| 38  | L'oro di Napoli                                       | Vittorio De Sica                    | 1954 |
| 39  | Un americano a Roma                                   | Steno                               | 1954 |
| 40  | Senso                                                 | Luchino Visconti                    | 1954 |
| 41  | L'arte di arrangiarsi                                 | Luigi Zampa                         | 1954 |
| 42  | Una donna libera                                      | Vittorio Cottafavi                  | 1954 |
| 43  | Un eroe dei nostri tempi                              | Mario Monicelli                     | 1955 |
| 44  | Gli sbandati                                          | Francesco Maselli                   | 1955 |
| 45  | Poveri ma belli                                       | Dino Risi                           | 1957 |
| 46  | Le notti di Cabiria                                   | Federico Fellini                    | 1957 |
| 47  | Il grido                                              | Michelangelo Antonioni              | 1957 |
| 48  | I soliti ignoti                                       | Mario Monicelli                     | 1958 |
| 49  | Arrangiatevi                                          | Mauro Bolognini                     | 1959 |
| 50  | I magliari                                            | Francesco Rosi                      | 1959 |
| 51  | La grande guerra                                      | Mario Monicelli                     | 1959 |
| 52  | La dolce vita                                         | Federico Fellini                    | 1960 |
| 53  | Il bell'Antonio                                       | Mauro Bolognini                     | 1960 |
| 54  | La lunga notte del '43                                | Florestano Vancini                  | 1960 |
| 55  | Rocco e i suoi fratelli                               | Luchino Visconti                    | 1960 |
| 56  | Tutti a casa                                          | Luigi Comencini                     | 1960 |
| 57  | La ragazza con la valigia                             | Valerio Zurlini                     | 1961 |
| 58  | Il posto                                              | Ermanno Olmi                        | 1961 |
| 59  | Accattone                                             | Pier Paolo Pasolini                 | 1961 |
| 60  | Divorzio all'italiana                                 | Pietro Germi                        | 1961 |
| 61  | Leoni al sole                                         | Vittorio Caprioli                   | 1961 |
| 62  | Una vita difficile                                    | Dino Risi                           | 1961 |
| 63  | Salvatore Giuliano                                    | Francesco Rosi                      | 1962 |
| 64  | L'eclisse                                             | Michelangelo Antonioni              | 1962 |
| 65  | Mafioso                                               | Alberto Lattuada                    | 1962 |
| 66  | Il sorpasso                                           | Dino Risi                           | 1962 |
| 67  | 8½                                                    | Federico Fellini                    | 1963 |
| 68  | Il Gattopardo                                         | Luchino Visconti                    | 1963 |
| 69  | Le mani sulla città                                   | Francesco Rosi                      | 1963 |
| 70  | I mostri                                              | Dino Risi                           | 1963 |
| 71  | Chi lavora è perduto (In capo al mondo)               | Tinto Brass                         | 1963 |
| 72  | La donna scimmia                                      | Marco Ferreri                       | 1964 |
| 73  | Comizi d'amore                                        | Pier Paolo Pasolini                 | 1964 |
| 74  | La vita agra                                          | Carlo Lizzani                       | 1964 |
| 75  | I pugni in tasca                                      | Marco Bellocchio                    | 1965 |
| 76  | Io la conoscevo bene                                  | Antonio Pietrangeli                 | 1965 |
| 77  | Signore & signori                                     | Pietro Germi                        | 1966 |
| 78  | Uccellacci e uccellini                                | Pier Paolo Pasolini                 | 1966 |
| 79  | La battaglia di Algeri                                | Gillo Pontecorvo                    | 1966 |
| 80  | La Cina è vicina                                      | Marco Bellocchio                    | 1967 |
| 81  | Banditi a Milano                                      | Carlo Lizzani                       | 1968 |
| 82  | Il medico della mutua                                 | Luigi Zampa                         | 1968 |
| 83  | Dillinger è morto                                     | Marco Ferreri                       | 1969 |
| 84  | Indagine su un cittadino al di sopra di ogni sospetto | Elio Petri                          | 1970 |
| 85  | Il conformista                                        | Bernardo Bertolucci                 | 1970 |
| 86  | Il caso Mattei                                        | Francesco Rosi                      | 1972 |
| 87  | Nel nome del padre                                    | Marco Bellocchio                    | 1972 |
| 88  | L'udienza                                             | Marco Ferreri                       | 1972 |
| 89  | Lo scopone scientifico                                | Luigi Comencini                     | 1972 |
| 90  | Diario di un maestro                                  | Vittorio De Seta                    | 1973 |
| 91  | Amarcord                                              | Federico Fellini                    | 1973 |
| 92  | Pane e cioccolata                                     | Franco Brusati                      | 1973 |
| 93  | C'eravamo tanto amati                                 | Ettore Scola                        | 1974 |
| 94  | Fantozzi                                              | Luciano Salce                       | 1975 |
| 95  | Cadaveri eccellenti                                   | Francesco Rosi                      | 1976 |
| 96  | Novecento                                             | Bernardo Bertolucci                 | 1976 |
| 97  | Un borghese piccolo piccolo                           | Mario Monicelli                     | 1977 |
| 98  | Una giornata particolare                              | Ettore Scola                        | 1977 |
| 99  | Padre padrone                                         | Paolo e Vittorio Taviani            | 1977 |
| 100 | L'albero degli zoccoli                                | Ermanno Olmi                        | 1978 |

## Elenco dei registi presenti
Sono elencati i registi i cui film sono stati selezionati.
| n. | Regista                  | Titoli |
| -- | ------------------------ | --- |
| 8  | Federico Fellini         | Luci del varietà, Lo sceicco bianco, I vitelloni, La strada, Le notti di Cabiria, La dolce vita, 8½, Amarcord |
| 6  | Luchino Visconti         | Ossessione, La terra trema, Bellissima, Senso, Rocco e i suoi fratelli, Il Gattopardo                         |
| 5  | Vittorio De Sica         | Sciuscià, Ladri di biciclette, Miracolo a Milano, Umberto D., L'oro di Napoli                                 |
| 5  | Francesco Rosi           | I magliari, Salvatore Giuliano, Le mani sulla città, Il caso Mattei, Cadaveri eccellenti                      |
| 5  | Mario Monicelli          | Guardie e ladri, Un eroe dei nostri tempi, I soliti ignoti, La grande guerra, Un borghese piccolo piccolo     |
| 4  | Roberto Rossellini       | Roma città aperta, Paisà, Stromboli (Terra di Dio), Europa '51                                                |
| 4  | Dino Risi                | Poveri ma belli, Una vita difficile, Il sorpasso, I mostri                                                    |
| 3  | Luigi Zampa              | L'onorevole Angelina, L'arte di arrangiarsi, Il medico della mutua                                            |
| 3  | Michelangelo Antonioni   | Cronaca di un amore, Il grido, L'eclisse                                                                      |
| 3  | Pietro Germi             | Il cammino della speranza, Divorzio all'italiana, Signore & signori                                           |
| 3  | Luigi Comencini          | Pane, amore e fantasia, Tutti a casa, Lo scopone scientifico                                                  |
| 3  | Pier Paolo Pasolini      | Accattone, Comizi d'amore, Uccellacci e uccellini                                                             |
| 3  | Marco Ferreri            | La donna scimmia, Dillinger è morto, L'udienza                                                                |
| 3  | Marco Bellocchio         | I pugni in tasca, La Cina è vicina, Nel nome del padre                                                        |
| 3  | Alberto Lattuada         | Luci del varietà, La spiaggia, Mafioso                                                                        |
| 3  | Steno                    | Guardie e ladri, Totò a colori, Un americano a Roma                                                           |
| 2  | Alessandro Blasetti      | 4 passi fra le nuvole, Prima comunione                                                                        |
| 2  | Antonio Pietrangeli      | Il sole negli occhi, Io la conoscevo bene                                                                     |
| 2  | Mauro Bolognini          | Arrangiatevi, Il bell'Antonio                                                                                 |
| 2  | Ermanno Olmi             | Il posto, L'albero degli zoccoli                                                                              |
| 2  | Carlo Lizzani            | La vita agra, Banditi a Milano                                                                                |
| 2  | Bernardo Bertolucci      | Il conformista, Novecento                                                                                     |
| 2  | Ettore Scola             | C'eravamo tanto amati, Una giornata particolare                                                               |
| 1  | Mario Bonnard            | La città dolente                                                                                              |
| 1  | Giuseppe De Santis       | Riso amaro |
| 1  | Augusto Genina           | Cielo sulla palude                                                                                            |
| 1  | Raffaello Matarazzo      | Catene |
| 1  | Luciano Emmer            | Domenica d'agosto                                                                                             |
| 1  | Aldo Fabrizi             | La famiglia Passaguai                                                                                         |
| 1  | Julien Duvivier          | Don Camillo                                                                                                   |
| 1  | Renato Castellani        | Due soldi di speranza                                                                                         |
| 1  | Mario Soldati            | La provinciale                                                                                                |
| 1  | Claudio Gora             | Febbre di vivere                                                                                              |
| 1  | Eduardo De Filippo       | Napoletani a Milano                                                                                           |
| 1  | Ettore Giannini          | Carosello napoletano                                                                                          |
| 1  | Vittorio Cottafavi       | Una donna libera                                                                                              |
| 1  | Francesco Maselli        | Gli sbandati                                                                                                  |
| 1  | Florestano Vancini       | La lunga notte del '43                                                                                        |
| 1  | Valerio Zurlini          | La ragazza con la valigia                                                                                     |
| 1  | Vittorio Caprioli        | Leoni al sole                                                                                                 |
| 1  | Tinto Brass              | Chi lavora è perduto (In capo al mondo)                                                                       |
| 1  | Gillo Pontecorvo         | La battaglia di Algeri                                                                                        |
| 1  | Elio Petri               | Indagine su un cittadino al di sopra di ogni sospetto                                                         |
| 1  | Vittorio De Seta         | Diario di un maestro                                                                                          |
| 1  | Franco Brusati           | Pane e cioccolata                                                                                             |
| 1  | Luciano Salce            | Fantozzi |
| 1  | Paolo e Vittorio Taviani | Padre padrone                                                                                                 |